# Анджела Стоун
Мішель Арнольд (англ. Michelle Arnold; 29 серпня 1981, Міннеаполіс — 5 квітня 2019, Лос-Анджелес), відома як Анжела Стоун (англ. Angela Stone) — американська порноакторка.

## Біографія
Працювала офіціанткою в Hooters, в роздрібному магазині одягу в торговому центрі, а також у будівництві. 
Також виконувала стриптиз у клубах. В порноіндустрію потрапила в 2003 році. Популярна сквіртингом під час зйомок. Також брала участь в еротичному реслінгу. У 2017 році стала власницею інтернет-магазину QueenOfKingsBoutique в Лос-Анджелесі.
Померла 5 квітня 2019, у віці 37 років.
За даними на 2020 рік знялася в 360 порнофільмах.

## Нагороди та номінації
- 2006 номінація на AVN Award — «краща сцена тріолізму» — Flower's Squirt Shower[9]
- 2007 номінація на AVN Award — «найскандальніша сцена сексу» — The Great American Squirt Off[10]
- 2009 номінація на AVN Award — «краща групова лесбійська сцена» — Flower's Squirt Shower 5[11]
- 2009 номінація на AVN Award — «найскандальніша сцена сексу» — Squirt Gangbang 2